# Hofheim, Bayern
Hofheim in Unterfranken là một đô thị ở Haßberge bang Bayern thuộc nước Đức.

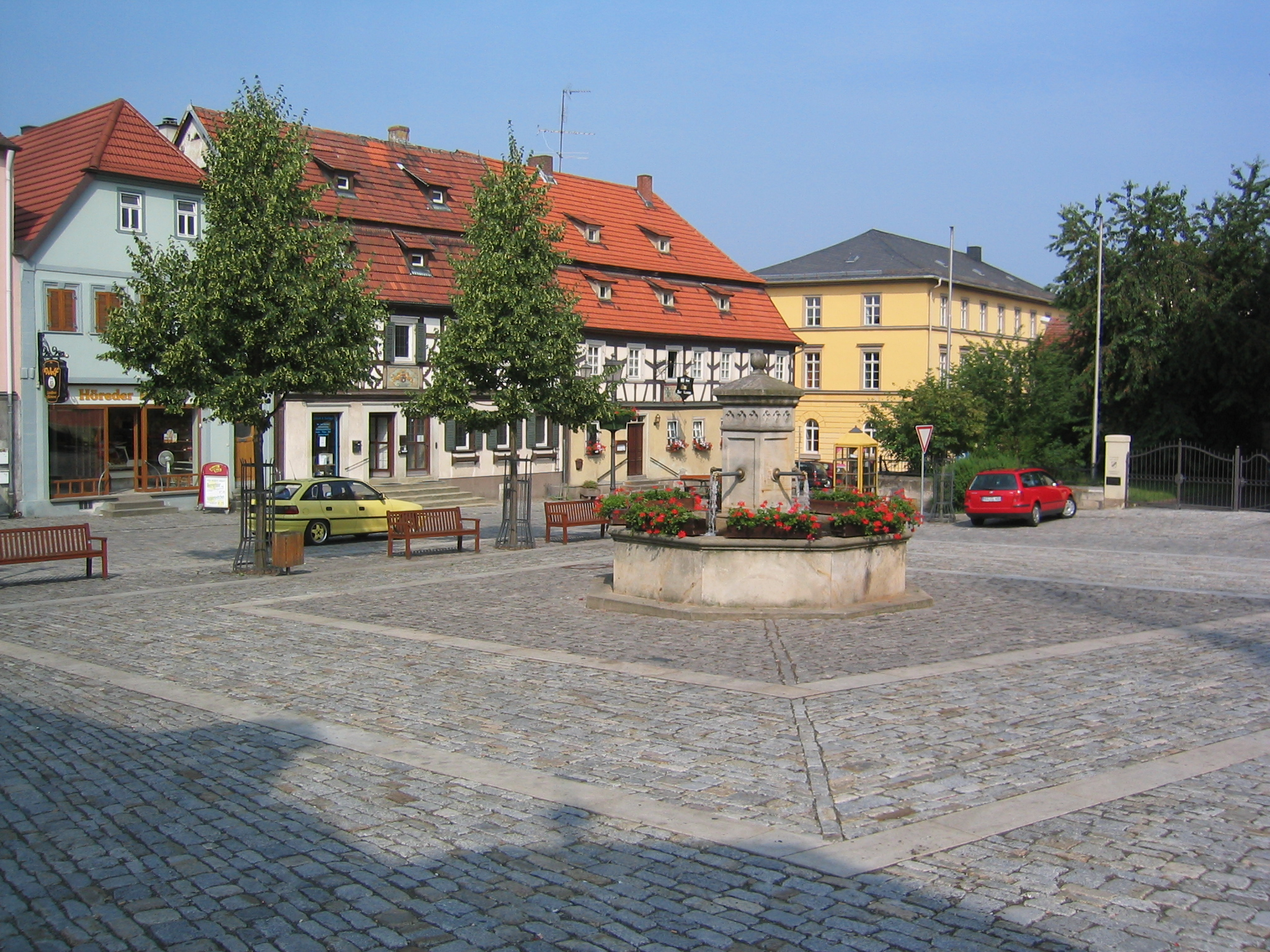
Market square with fountain